# Svea (Hvitfeldtsplatsen)
Svea var en biograf på Hvitfeldtsplatsen i Göteborg, som öppnade 28 september 1909 och stängde 29 mars 1953. Den siste ägaren var Karl Lönnert.